# Viento en las velas
Viento en las velas es una película dirigida por Alexander Mackendrick en 1965. Adapta la novela de Richard Hughes Huracán en Jamaica.

## Sinopsis
Los Thornton, un matrimonio que vive en la isla de Jamaica, deciden enviar a sus hijos a estudiar a Inglaterra cuando, tras un huracán que asola la isla, la madre se da cuenta del efecto que vivir entre salvajes está teniendo en la disciplina de los niños. El navío en que parten es asaltado por un barco pirata en el que los niños terminan atrapados por accidente. Los piratas se ven obligados a hacerse cargo de ellos muy a su pesar, ya que con su comportamiento infantil y despreocupado comprometen la seguridad de todos. Con el tiempo, una extraña relación va surgiendo entre el capitán Chávez y los niños.